# Doryodes divisa
Doryodes divisa là một loài bướm đêm trong họ Erebidae.